# Glaucostegus obtusus
Glaucostegus obtusus is een vissensoort uit de familie van de Glaucostegidae. De wetenschappelijke naam van de soort is voor het eerst geldig gepubliceerd in 1841 door Müller & Henle.